# Gocina
Gocina (nemško Götzing) je naselje občine Šmohor - Preseško jezero v okraju Šmohor na Koroškem v Avstriji.